# Meierblis

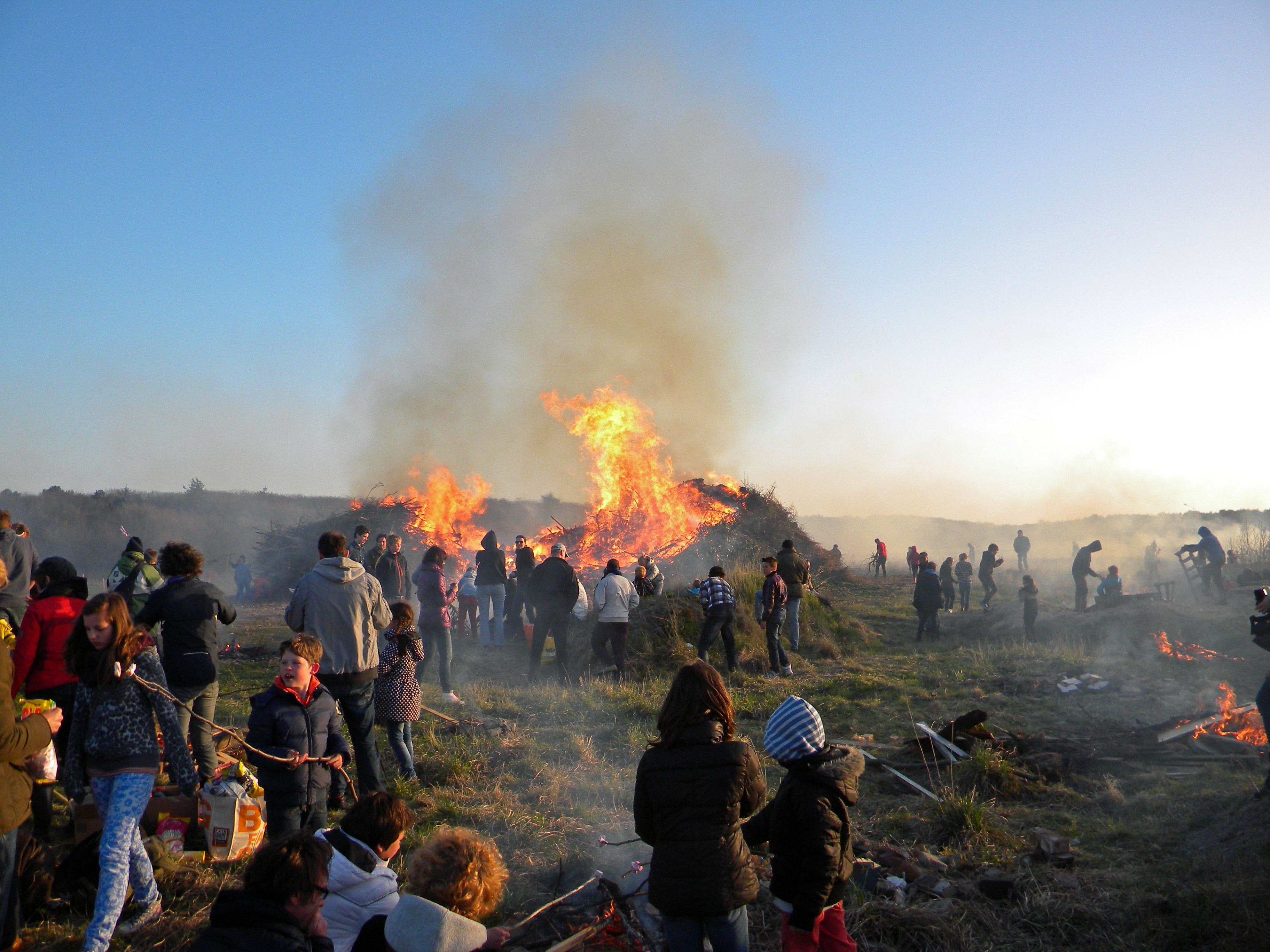
Meierblis bij De Koog op 30 april 2013

Een meierblis is een vreugdevuur dat op 30 april wordt aangestoken op Texel; blis is het Tesselse woord voor vuur. Overigens had dit vuur geen enkel verband met Koninginnedag, dat tot 2013 toevallig op dezelfde datum werd gevierd: de meierblissen zijn namelijk onderdeel van een veel oudere traditie, waarvan de eerste schriftelijke vermelding stamt uit 1789.
Net zoals veel andere volksfeesten, bijvoorbeeld Koningsdag, wordt de meierblis niet gevierd op een zondag. In 2000 (het laatste jaar dat de meierblis op een zondag werd gehouden) werd besloten dat wanneer 30 april op een zondag valt, de meierblis wordt vervroegd naar 29 april. Tot zover is dit gebeurd in 2004, 2010, 2017 en 2023.
Meierblissen zijn grote vuren van afval- en snoeihout. Deze vuren worden aan het begin van de avond aangestoken. Bij een aantal van de meierblissen worden vooraf aan het ontsteken van het grote vuur eerst diverse kleinere vuren "gebouwd" met behulp van het hout van de meierblis. Sommigen poffen in dit vuur aardappels of smelten marshmallows. Ook raakt het gebruik meer in zwang om de gezichten zwart te maken met de as. Volgens folkloristische deskundigen is de meierblis een restant van een Germaans gebruik (de Walpurgisnacht) om met vuren de geesten van de winter te verdrijven en de komst van de lente en het licht te vieren. Naast de grote vuren bij de dorpen zijn er ook tientallen particuliere meierblissen.
In december 2015 werd de meierblis toegevoegd aan de Inventaris Immaterieel Cultureel Erfgoed Nederland.